# Ljudmila Kalintschyk
Ljudmila Heorhijeuna Kalintschyk (belarussisch Людміла Георгіеўна Калінчык; * 23. Juli 1982 in Baryssau) ist eine ehemalige belarussische Biathletin.
Ljudmila Kalintschyk betrieb ab 1994 Biathlonsport. Die Athletin startete für Dynamo Baryssau wurde von Jewgeni Permijakow trainiert. Die Sportlehrerin und studierte Kinderpsychologin war ab 2004 Mitglied des belarussischen Nationalkaders.

## Sportliche Laufbahn
Kalintschyk trat zwischen 2000 und 2003 zunächst bei verschiedenen Juniorenwelt- und Europameisterschaften an. In Zakopane wurde sie 2000 EM-Fünfte im Einzel, 2001 in Chanty-Mansijsk Staffel-Vierte bei der WM, ein Jahr später in Ridnaun Fünfte. Bei der Junioren-EM in Kontiolahti 2002 konnte sie mit der Staffel die Bronzemedaille gewinnen. 2003 wurde sie in Kościelisko erneut Fünfte mit der Staffel. Besonders erfolgreich verliefen für sie die Juniorenweltmeisterschaften im Sommerbiathlon in Forni Avoltri, wo sie Sprintweltmeisterin der Junioren wurde.
Ihr Debüt im Europacup gab Kalintschyk ebenfalls 2003 in Forni Avoltri. Dort wurde sie 13. im Sprint. Das Weltcupdebüt feierte sie 2003 in Hochfilzen. Als 59. im Sprint konnte sie sich schon im ersten Rennen für die Verfolgung qualifizieren. Von nun an wechselte Kalintschyk zunächst immer wieder zwischen Welt- und Europacup.
Im Sommer 2004 trat sie erstmals bei Seniorenweltmeisterschaften in Osrblie im Sommerbiathlon an und gewann mit Wolha Nasarawa, Swetlana Dirko und Jekaterina Iwanowa Gold in der Staffel. An Weltmeisterschaften im Winterbiathlon nahm sie erstmals 2007 in Antholz teil. Hier wurde sie in Sprint (55.) und Verfolgung (47.) eingesetzt.
Erste Weltcuppunkte gewann Kalintschyk beim Saisonfinale 2006/07 in Chanty-Mansijsk. Im Sprint wurde Kalintschyk dort 27. und 30. in der Verfolgung. Bei der Winter-Universiade 2007 in Turin gewann sie mit Nadseja Skardsina und Ljudmila Ananka Staffelgold. Ab der Saison 2007/08 etablierte sich die belarussin im Weltcup, ohne jedoch zunächst nennenswerte Erfolge zu feiern. Ab und an erreichte sie hintere Punkteränge. Bei den Biathlon-Weltmeisterschaften 2008 in Östersund war Rang 30. im Einzel neben Platz fünf mit der Staffel bestes Resultat.
In Pyeongchang verpasste Kalintschyk als Viertplatzierte mit der Staffel knapp eine Medaille. Mit den Plätzen 13 sowohl im Sprint wie auch in der Verfolgung von Hochfilzen in der Saison 2009/10 konnte sie erstmals in die erweiterte Weltspitze vordringen. Sie nahm an den Olympischen Winterspielen 2010 teil. Ihr bestes Resultat war der 9. Platz im Einzel, gleichzeitig ihr erstes Ergebnis unter den ersten Zehn. Mit der Staffel belegte sie Rang 7. Im weiteren Saisonverlauf verbesserte sie ihre persönliche Bestleistung bei einem Sprint am Holmenkollen in Oslo auf den fünften Rang. In der Gesamtwertung belegte sie den 27. Platz.

## Erfolge
- Weltmeisterschaften:

- 2008: 1 × Silber (Mixed-Staffel)

- Platzierungen im Biathlon-Weltcup

Die Tabelle zeigt alle Platzierungen (je nach Austragungsjahr einschließlich Olympische Spiele und Weltmeisterschaften).
- 1.–3. Platz: Anzahl der Podiumsplatzierungen
- Top 10: Anzahl der Platzierungen unter den ersten zehn (einschließlich Podium)
- Punkteränge: Anzahl der Platzierungen innerhalb der Punkteränge (einschließlich Podium und Top 10)
- Starts: Anzahl gelaufener Rennen in der jeweiligen Disziplin
- Staffel: inklusive Mixed- und Single-Mixed-Staffeln

| Platzierung                      | Einzel | Sprint | Verfolgung | Massenstart | Staffel | Gesamt |
| -------------------------------- | ------ | ------ | ---------- | ----------- | ------- | ------ |
| 1. Platz                         |        |        |            |             |         |        |
| 2. Platz                         |        |        |            |             | 1       | 1      |
| 3. Platz                         |        |        |            |             |         |        |
| Top 10                           | 1      | 1      |            |             | 16      | 18     |
| Punkteränge                      | 5      | 11     | 8          | 4           | 18      | 46     |
| Starts                           | 17     | 53     | 25         | 4           | 18      | 117    |
| Stand: nach der Saison 2009/2010 |        |        |            |             |         |        |